# Чикачёв, Алексей Гаврилович
Алексей Гаврилович Чикачёв (30 марта 1930 — 11 июля 2007) — писатель-краевед, журналист, советский, партийный работник, автор многочисленных статей и книг, посвящённых освоению Арктики.

## Биография
Родился в 1930 году в селе Русское Устье Аллаиховского улуса Якутской АССР.
В 1947—1951 года учился в Якутском педагогическом училище, после окончания которого работал в родном районе учителем, с 1954 — заведующим районо.
Окончил заочное отделение исторического факультета Якутского государственного университета.
С августа 1958 года работал заведующим Аллаиховским районо, 2-м секретарём Аллаиховского райкома КПСС, председателем партийно-государственного и народного контроля. В октябре 1968 года был избран председателем исполкома Аллаиховского районного Совета народных депутатов. 
В 1970—1972 годах учился в Высшей партийной школе при ЦК КПСС, после окончания которой работал инструктором Якутского обкома КПСС.
В феврале 1975 года был избран первым секретарём Нижнеколымского райкома партии, где проработал до октября 1985 года.
Трижды избирался депутатом Верховного Совета Якутской АССР.

## Звания и награды
- Заслуженный работник народного хозяйства РС(Я)
- Почётный гражданин Аллаиховского улуса
- Почётный гражданин Нижнеколымского улуса
- Орден «Знак Почёта»
- Медали СССР

## Сочинения
1. За дальними шиверами : Путевые очерки // С. Н. Горохов, В. Н. Дохунаев, худож. Б. Н. Васильев. Якутск : Кн. изд-во, 1988. — 104 с.
2. Чикачёв А. Г. Русские на Индигирке: Историко-этнографический очерк / Отв. ред. д-р филол. наук А. И. Фёдоров. Сибирское отделение АН СССР. — Новосибирск: Наука, Сибирское отд-ние, 1990. — 192 с. — (Страницы истории нашей Родины). — 25 000 экз. — ISBN 5-02-029623-6.
3. Походск. Старинное русское село на Колыме. — Иркутск : «Папирус», 1993. — 64 с, ил. — [Б-ка журнала народов Севера «Розовая чайка»]
4. Сын тундры : [Очерк о ярком представителе чукотского народа Н. И. Таврате]. — Якутск : Хэглэн, 1993. — 72 с. , ил.
5. Краеведческие очерки. — Якутск : НИПК "Сахаполиграфиздат. — 1994. — 84 с.
6. Пережитое : Очерки. — Якутск : «Литограф», 1998. — 148 с.
7. Индигирский следопыт [жизнь и деятельность К. А. Киселева — известного полярного охотника-песцелова]. — Якутск : «Северовед», 1999. — 80 с, ил.
8. Русские арктические старожилы Якутии / отв. ред. А. С. Чертков; СО РАН. — Ин-т проблем малочисл. народов Севера. -М.: ООО «Интротек», 2002. — 111 с.
9. Песцовый промысел в Якутии в XX веке / СО РАН Ин-т проблем малочисл. народов Севера. — Якутск, 2003. — 84 с.
10. Ездовое собаководство в Якутии / Отв. ред. Л. И. Винокурова; СО РАН Ин-т проблем малочисл. народов Севера; Мин-во по делам предпринимательства, развития туризма и занятости РС(Я). — Якутск : ЯФ ГУ «Изд-во СО РАН», 2004. — 68 с.
11. Мгновения : [встречи с интересными людьми своего поколения за полвека трудовой деятельности]. — Якутск : ИП Левина Л. И., 2004. — 152 с.
12. Диалектный словарь Русского Устья — Новосибирск, 2005.
13. Русские в Арктике: полярный вариант культуры: историко-этнографические очерки. — Новосибирск: Наука, 2007. — 303 с.
14. Чикачёв А. Г. Русские на Индигирке. — 2-е изд., доп. — 2017.